# Pardosa italica
Pardosa italica là một loài nhện trong họ Lycosidae.
Loài này thuộc chi Pardosa. Pardosa italica được Tongiorgi miêu tả năm 1966.